# Masked Emotions
Masked Emotions ist ein US-amerikanisches Filmdrama von David Butler und Kenneth Hawks aus dem Jahr 1929. Der Film basiert auf dem Roman Son of Anak von Ben Ames Williams.

## Handlung
Thad fällt in die Fänge von Lee Wing, der Chinesen mit einem Schiff nach Amerika einschleust. Der Kapitän dieses Schiffes ist Captain Goodell, Vater von Emily, die mit Bramdlet liiert ist. Als Bram erfährt, dass Lee Wing seinen jüngeren Bruder Thad niedergestochen hat, ist er außer sich vor Wut und kann seinen Bruder befreien. Seinen verwundeten Bruder kann Bram zum Festland bringen und ist höchst erfreut, dass seine Geliebte mit dieser Verschwörung nichts zu tun hat.

## Hintergrund
Der Film wurde von der Produktionsfirma Fox Film Corporation fertiggestellt. Die Filmaufnahmen entstanden in Monterey, Kalifornien. Das Filmdrama wurde in Mono und Schwarz-Weiß aufgenommen. Das Filmmaterial beläuft sich auf eine Filmlänge von sechs Filmrollen. Masked Emotions wurde auch als Stummfilm veröffentlicht.
David Butler begann seine Regietätigkeit, musste diese aber wegen eines Familienunfalls unterbrechen. Daraufhin übernahm Kenneth Hawks die Verantwortung und vollendete den Film.
Der Film feierte am 19. Mai 1929 in den USA seine Premiere. Ab dem 23. Juni wurde das Filmdrama in den US-amerikanischen Kinos vorgeführt.